# 名古屋市立諏訪小学校
名古屋市立諏訪小学校（なごやしりつ すわしょうがっこう）は、愛知県名古屋市中村区諏訪町2丁目にある公立小学校。

## 沿革
- 1959年（昭和34年）4月1日 - 名古屋市立日比津小学校分校として設立[2]。
- 1963年（昭和38年） - 名古屋市立諏訪小学校として独立[2]。
- 2011年（平成23年） - 特別支援学級として「かじのは学級」が設立[2]。

## 通学区域
- 全域が名古屋市中村区に含まれる。
  - 菊水町[3]
  - 諏訪町[3]
  - 高道町3丁目・6丁目（各一部）[3]
  - 橋下町[3]
  - 日比津町[3]
  - 本陣通3～5丁目（各一部）[3]
  - 森田町1丁目（一部）[3]
  - 森田町2～3丁目[3]

## 進学先
- 名古屋市立日比津中学校[4]

## 交通
- 名古屋市営地下鉄東山線本陣駅下車東1200m[5]
- 名古屋市営バス名駅25号系統中村公園北口停留所下車西300m[5]